# Brayelin Martínez
Brayelin Elizabeth Martínez (Santo Domingo, 11 de setembro de 1996) é uma voleibolista indoor dominicana, que atua na posição de ponteira e oposta. Atualmente, joga no Dinamo Kazan.

## Carreira
A infância de Brayelin deu-se no bairro  Villa Juana, e na sua família a prática desportiva ou a ligação com o esporte rendeu destaques importantes, pois, sua mãe  Agripina Martínez defendeu  o pais na função de gerente desportiva das categorias de base da seleção dominicana de voleibol,  com quem atuou juntamente com sua irmã Jineiry Martínez; também é irmã  do ex-beisebolista e atualmente basquetebolista Brayan Martínez, filhos do casamento com  Juan Doñe que faleceu em 2008; outro destaque na família é o primo Jack Michael Martínez, este foi ex-basquetebolista, assim como o tio Soterio Ramírez que se tornou Vice-Ministro dos Esportes.
O interesse pelo voleibol surgiu aos 7 anos de idade durante a edição dos Jogos Pan-Americanos de 2003 em Santo Domingo e começou a jogar com 10 anos de idade, aos 13 anos foi a mais jovem dominicana a competir em mundiais no ano de 2009.
Pelo Centro Deportivo Nacional conquistou o título da Liga A Dominicana (Torneio Metropolitano) de 2010 e eleita a melhor jogadora e na sequência atuou pelo Distrito Nacional na conquista do vice-campeonato da Copa Dominicana no mesmo ano e novamente foi um dos destaques sendo premiada como melhor atacante.
Ainda em 2010 disputou seu pais na edição do Campeonato NORCECA Juvenil realizado em Tijuana cujo técnico foi o brasileiro Wagner Pacheco quando finalizou com o vice-campeonato. Pela  equipe "Las Pirañas" de Cienfuegos  conquistando XXXVII Jogos Intermunicipais de Voleibol da província de Santiago de 2011.
Pela seleção dominicana juvenil disputou a edição da Copa Baixa Califórnia de 2011 finalizando na quarta posição, no mesmo também disputou por este selecionado a edição da Copa Movistar e sagrou-se vice-campeã, mesmo feito conquistado na edição da Copa Pan-Americana Juvenil de 2011 realizada em Lima.
Representou a seleção dominicana na edição da Copa Pan-Americana Infantojuvenil de 2011 sediada em Tijuana, conquistando a medalha de bronze e registrando 31 pontos nesta disputa e foi premiada como a melhor atacante e com a camisa #15 da seleção alcançou a quinta posição no Campeonato Mundial Juvenil de 2011 realizado nas cidades peruanas de Lima  e Trujillo, ocupado a quarta colocação entre as maiores pontuadoras.
Foi contratada Mirador VC para disputar o Campeonato Mundial de Clubes de 2011 em Doha ocasião que terminou na quarta posição; voltou a defender o Distrito Nacional neste ano na edição do Campeonato Dominicano Infantil , fazendo o juramento da abertura em nome de todos os atletas; fez sua estreia com elenco principal da seleção dominicana com a convocação para disputar a Copa do Mundo do Japão, sendo a jogadora mais jovem da competição, contribuindo para o time finalizasse na oitava colocação até aquela ocasião o melhor resultado na competição.
Competiu pela seleção dominicana na edição da Copa Pan-Americano de 2012 nas cidades de Ciudad Juárez e Chihuahua terminando na quarta colocação. Também disputou o Grand Prix de 2012 encerrando na décima segunda colocação.
Pela seleção dominicana atuou na edição do Campeonato High Performance na categoria juvenil de 2012 e conquistou a medalha de prata sendo integrante da seleção do campeonato, depois disputou do Campeonato NORCECA Infantojuvenil de 2012 sediado em Tijuana quando conquistou a medalha de prata, sendo premiada a melhor atacante e maior pontuadora, e no mesmo ano conquistou a medalha de ouro no Campeonato NORCECA Juvenil realizado em Manágua sendo premiada como a maior pontuadora da edição qualificando o país para a edição do Campeonato Mundial Juvenil do ano seguinte; obteve a medalha de ouro na Copa Pan-Americana Sub-23 de 2012, competição celebrada em Callao.
Defendeu o Club Distrito Nacional na conquista do título do Campeonato Dominicano Juvenil de 2012 destacando-se individualmente como a melhor jogadora e maior pontuadora. Ainda em 2012 conquistou pela seleção dominicana o título da Copa Latina realizada na cidade de Lima.
Ingressou em 2013 no curso de Administração de Negócios pela Universidad APEC e neste ano pela seleção dominicana juvenil disputou a edição da Copa Baixa Califórnia sagrando-se campeã na oportunidade; na competição seguinte representou a edição da Copa Pan-Americana Infantojuvenil de 2013 realizada na Cidade da Guatemala. Disputou pela seleção a edição da Copa Pan-Americana Juvenil de 2013 celebrada em Havana, ocasião da conquista da medalha de prata.
Jogou ao lado de Winnifer Fernández e Larysmer Martínez a sétima edição do Torneio Cabarete de Vôlei de Praia 2013, quando formaram a equipe “Ricardo Arias” e sagram-se campeãs. Esteve representando o país na edição do Montreux Volley Masters de 2013 na conquista da medalha de bronze e obteve a medalha de prata na Copa Pan-Americana de 2013 sediada em Lima; competiu ainda o Campeonato Mundial Juvenil de  2013 na cidade de Brno e vestindo novamente a camisa#20 alcançando a oitava colocação final terminou a competição empatada com a chinesa Zhu Ting como a maior pontuadora da competição, com 167 pontos, destes 135 foram de ataques, 28 em bloqueios e quatro de saques e também participou do Campeonato Mundial Infantojuvenil no mesmo ano, este sediado em Nakhon Ratchasima na qual terminou na oitava posição, sendo premiada com a primeira melhor ponteira da seleção do campeonato, além de terminar na quarta posição entre as maiores pontuadoras com 149 pontos.
Com elenco principal dominicano disputou o Grand Prix de 2013 com a camisa #20 encerrando na décima colocação, ainda conquistou o vice-campeonato da edição do Campeonato NORCECA de 2013 em Omaha, mesmo posto obtido no Campeonato Mundial Sub-23 também em 2013 celebrado na cidade de Tijuana e desta vez integrou a seleção do campeonato como a primeira melhor ponteira, além de ser a terceira entre as maiores pontuadoras com 109 pontos, e tornou-se a primeira atleta de seu país a disputar a quinta competição a nível mundial em um ano quando foi convocada também para a edição da Copa dos Campeões no Japão e terminou na sexta colocação.
Como atleta do Playeras de Boca Chica conquistou o título da quinta edição do Torneio de Voleibol Superior da Província de Santiago  quando foi premiada como maior pontuadora e representou o time de voleibol da Universidad APEC na edição dos Jogos Desportivos Universitários Nacionais de 2014 conquistando o título, foi indicada para o Prêmio Atleta do Ano pela Associação de Cronistas Esportivos (ACD) de Santo Domingo.
Contribuiu para qualificação da seleção dominicana para a edição do Campeonato Mundial de 2014 na Itália quando venceu as qualificatórias pelo Grupo “P” em La Romana (cidade); depois voltou a competir pela seleção assumindo a função de capitã na edição do Campeonato NORCECA Juvenil de 2014 realizado  na Cidade da Guatemala ocasião que finalizou com o terceiro lugar.
Pela seleção dominicana disputou a edição do Montreux Volley Masters de 2014, vestindo a camisa #20 finalizando na sétima colocação e disputou o Grand Prix de 2014 e terminou na décima terceira colocação; ainda sagrou-se campeã da Copa Pan-Americana de 2014 na Cidade do México.
Serviu a seleção na edição da Copa Pan-Americana Sub-23 realizada nas cidades de Ica e Chincha Alta em 2014, como capitã da equipe ajudou na obtenção do bicampeonato e sendo premiada como a melhor jogadora da edição, a melhor primeira ponteira e maior pontuadora, pela primeira vez com elenco principal da seleção disputa o Campeonato Mundial de 2014 que ocorreu na Itália sendo eliminadas nas quartas de final terminando na quinta posição. Na sequência disputou a edição dos Jogos Centro-Americanos e do Caribe, realizados em Veracruz conduzindo a equipe para a conquista da medalha de ouro. Reforçou a equipe do Mirador VC para a edição do Campeonato Mundial de Clubes de 2015 em Zurique quando o clube foi convidado e finalizou na quinta posição.
Novamente disputou pela seleção dominicana a edição do Montreux Volley Masters em 2015 obtendo o quinto lugar, mais a diante disputou o Torneio Pré-Copa do Mundo de 2015 em Havana, quadrangular qualificatório, e ao final conquistou a medalha de ouro e a vaga na correspondente Copa do Mundo do Japão; também disputou a Copa Pan-Americana de 2015 realizada nas cidades de Lima e Callao e conquistou o vice-campeonato obtendo a qualificação para o Grand Prix de 2016, e disputou a edição dos Jogos Pan-Americanos de Toronto em 2015 obtendo a medalha de bronze; depois seguiu com o elenco da seleção dominicana para disputar o Campeonato Mundial Sub-23 sediado em Ankara obtendo a medalha de bronze integrando a seleção do campeonato como a primeira melhor ponteira.

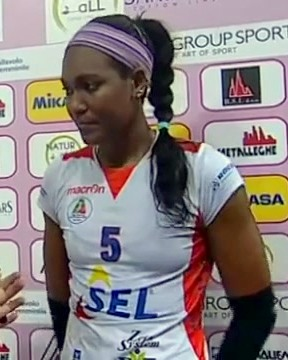
Martinez concedendo entrevista (2015)

Ainda em 2015 disputou pela seleção dominicana a edição do Campeonato Mundial Juvenil em várias cidades de Porto Rico conquistando a medalha de ouro inédita para seu pais foi premiada como a melhor jogadora e primeira melhor ponteira da seleção do campeonato registrando 177 pontos. E também competiu pela seleção adulta na edição do Campeonato NORCECA de 2015 celebrado em Michoacan conquistou o vice-campeonato e marcou 65 pontos.
Na temporada 2015-16 reforçou o time italiano Südtirol Neruda Bolzano terminando na décima terceira posição na Liga A Italiana correspondente. Pela seleção dominicana disputou o Segundo Grupo do Grand Prix de 2016 conquistando a medalha de ouro; representou seu  país em mais uma edição da Copa Pan-Americana em 2016 celebrada em Santo Domingo obtendo a medalha de ouro, sendo premiada como a melhor jogadora e segunda melhor ponteira da seleção ideal, neste mesmo ano tornou-se campeã na edição da Copa Pan-Americana Sub-23 nas cidades peruanas de  Lima e San Vicente de Cañete sendo novamente premiada como a melhor jogadora e segunda melhor ponteira da seleção ideal.
No ano de 2016 ainda disputou pela seleção dominicana o Torneio Pré-Olímpico NORCECA realizado em Lincoln finalizando com o vice-campeonato e com chances de obter a vaga no Pré-Olímpico Mundial I, e na referida nova chance de classificação olímpica terminou na sexta posição.
Permaneceu no voleibol italiano, e após sua atuação no clube anterior registrando 360 pontos despertou interesse do Unet Yamamay Busto Arsizio, finalizou na sétima posição na Liga A Italiana 2016-17 e disputou também a Copa CEV 2016-17 encerrando com o vice-campeonato.
Na temporada de 2017 pela seleção dominicana conquistou o vice-campeonato na Copa Pan-Americana sediada nas cidades de Lima e San Vicente de Cañete. Foi porta-bandeira na edição dos Jogos  Bolivarianos  de 2017 realizados em Santa Marta obtendo a medalha de ouro. Disputou a edição do Campeonato NORCECA de 2017 no Grupo A que serviu como qualificatórias para a edição do Campeonato Mundial do Japão de 2018, obtendo a vaga e vencendo o quadrangular. Também disputou a última edição do Grand Prix em 2017 (Grupo I)  finalizando no oitavo posto geral
Em sua terceira temporada no vôlei italiano foi contratada para defender as cores do Pomì Casalmaggiore, terminando na nona posição na Liga A Italiana 2017-18 e disputou a Copa CEV 2017-18 e terminou na quinta posição. Em 2018 e foi contratada pelo Caribeñas Volleyball Club  e contribuiu para a conquista do título da Liga A Dominicana de 2018.
Voltou a defender a seleção dominicana  na edição do Copa Pan-Americana Sub-23 de 2018 realizada em Lima, ocasião que alcançou o tetracampeonato consecutivo e também com elenco principal na estreia do Liga das Nações (VNL) em 2018, que passou a ser  o torneio sucessor do extinto Grand Prix, encerrando na décima quarta colocação na conquista do vice-campeonato da Copa Pan-Americana sediada em Santo Domingo e destacou-se individualmente como a primeira melhor ponteira do time dos sonhos e em seguida medalhista de ouro nos Jogos Centro-Americanos e do Caribe, realizados em Barranquilla e foi convocada para disputar o Mundial de 2018 no Japão e terminou na nona colocação nesta edição.
Na jornada de 2018-19 foi contratada pelo time turco do Aydin BBSK onde jogou também com sua irmã Jineiry conquistando a medalha de prata na edição da Challeng Cup, encerrando na décima posição da Liga A Turca.Em 2019 sagrou-se campeã do Campeonato NORCECA realizado em San Juan e foi a melhor jogadora da competição e no mesmo ano obteve o ouro nos Jogos Pan-Americanos de Lima, premiada como a melhor ponteira da edição.
Na temporada para disputar as competições do período 2019-20 foi anunciada pelo Dentil/Praia Clube, no período 2020-21 renovou com este clube e novamente atuando com sua irmã Jineiry, sagrando-se vice-campeã mineira, campeã do Troféu Super Vôlei. , campeã da Supercopa Brasileira, vice-campeã da Copa Brasil e também da Superliga Brasileira A, quando na série final sofreu contusão.
Deixou o Praia ao fim da temporada 2022/23, onde assinou com o clube russo Dinamo Kazan.

## Títulos e resultados
- Torneio Pré-Olímpico NORCECA:2020
- Torneio Pré-Olímpico NORCECA:2016[118]
- Torneio Pré-Copa do Mundo NORCECA:2015[83]
- Torneio Pré-Mundial NORCECA:2017[130]
- Copa dos Campeões da NORCECA:2019
- Grand Prix (Grupo II)2016:[113]
- Copa Pan-Americana:2012[31]
- Copa Brasil:2020, 2021 e 2023
- Copa Movistar:2011[17]
- Copa Baixa Califórnia:2012[47]
- Copa Baixa Califórnia:2011[15]
- Campeonato Mundial de Clubes:2011[25]
- Superliga Brasileira Aː2022-23
- Supercopa Brasileira:2019, 2020 e 2021
- Troféu Super Vôlei:2020
- Superliga Brasileira Aː2020-21 e 2021-22
- Copa Brasil:2020, 2021 e 2023
- Liga A Dominicano:2010[10] e 2018[137]
- Copa Dominicana:2010[11]
- Campeonato Mineiro :2019
- Campeonato Mineiro :2020 e 2021
- Campeonato Dominicano Juvenil:2012[44]
- Jogos Desportivos Universitários:2014[70]
- Torneio Superior da Província de Santiago (República Dominicana):2014[68]
- Jogos Intermunicipais da Província de Santiago (República Dominicana):2011[14]
- Torneio Cabarete de Vôlei de Praia:2013[51]

## Prêmios individuais
- 1a Melhor Ponteira dos Jogos Pan-Americanos de 2023
- 1a Melhor Ponteira dos Jogos Centro-Americanos e do Caribe de 2023
- MVP do Campeonato Sul-Americano de Clubes Feminino de 2023
- 1a Melhor Ponteira do Campeonato Sul-Americano de Clubes Feminino de 2023
- Melhor Oposto do Campeonato Sul-Americano de Clubes Feminino de 2021
- 2aMelhor Ponteira do Pré-Olímpico- NORCECA de 2020
- MMaior Pontuadora do Pré-Olímpico- NORCECA de 2020
- Melhor Oposto do Campeonato Sul-Americano de Clubes Feminino de 2020
- 1a Melhor Ponteira dos Jogos Pan-Americanos de 2019
- 2a Melhor Ponteira da Copa Pan-Americana de 2019
- 1a Melhor Ponteira da Copa Pan-Americana de 2018[142]
- MVP da Copa Pan-Americana de 2016[115]
- 2a Melhor Ponteira da Copa Pan-Americana de 2016[115]
- MVP da Copa Pan-Americana Sub-23 de 2016[117]
- 2a Melhor Ponteira da Copa Pan-Americana Sub-23 de 2016[117]
- 1a Melhor Ponteira do Campeonato Mundial Sub-23 de 2015[104]
- MVP do Campeonato Mundial Juvenil de 2015[108]
- 1a Melhor Ponteira do Campeonato Mundial Juvenil de 2015[108]
- MVP da Copa Pan-Americana Sub-23 de 2014[83]
- 1a Melhor Ponteira Copa Pan-Americana Sub-23 de 2014[83]
- Maior Pontuadora da Copa Pan-Americana Sub-23 de 2014[83]
- Maior Pontuadora do Torneio Superior da Província de Santiago (República Dominicana) de 2014[68]
- 1a Melhor Ponteira do Campeonato Mundial Sub-23 de 2013[66]
- 1a Melhor Ponteira do Campeonato Mundial Infantojuvenil de 2013[59]
- Maior Pontuadora da Copa Pan-Americana Juvenil de 2012[41]
- Maior Pontuadora da Copa Pan-Americana Infantojuvenil de 2012[39]
- Melhor Atacante da Copa Pan-Americana Infantojuvenil de 2012[39]
- MVP do Campeonato Dominicano Juvenil de 2012[45]
- Maior Pontuadora do Campeonato Dominicano Juvenil de 2012[45]
- Melhor Atacante da Copa Pan-Americana Infantojuvenil de 2011[20]
- MVP da Liga A Dominicana de 2010 [10]
- Melhor Atacante da Copa Dominicana de 2010 [11]